# كيك بي (معجل جسيمات)

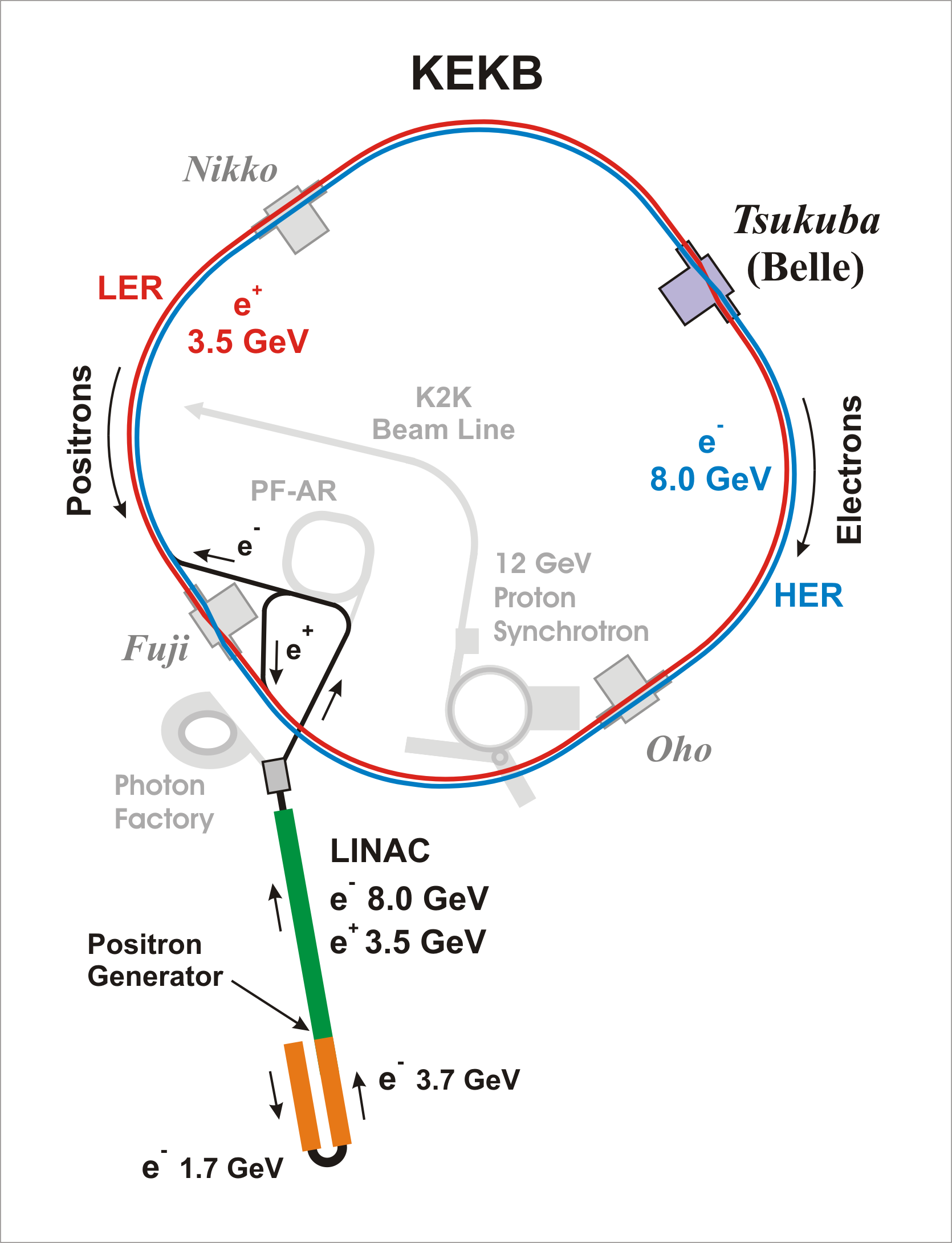

كيك بي (بالإنجليزية: KEKB)‏ هو اسم لمعجل جسيمات استخدم في مختبر بيللي لدراسة خرق تناظر الشحنة السوية. ويطلق عليها مصنع-بي لكثرة إنتاجها من ميزونات بي مما يعطي فرصة ذهبية لدراسة وقياس خرق تناظر الشحنة السوية نظرا لخاصيتها بالتحلل إلى ميزونات أخف وزنا. ويعتبر معمل كيك بي مصادم تناظر الكترون-بوزيترون، وبإلكترونات لديها طاقة 8 إلكترون فولت وطاقة البوزيترونات 3.5 إلكترون فولت، مما يعطي 10.58 GeV طاقة مركز الكتلة، وهي تعادل كتلة ميزون ابسيلون (4S).
ويوجد به حلقتين لتسارع الإلكترونات والبوزيترونات. وتسمى طاقة حلقة الإلكترونات ال 8 GeV باسم حلقة الطاقة العالية (بالإنجليزية: (HER) ‏high-energy ring)‏، أما حلقة البوزيترونات ذات الطاقة 3.5 GeV فتسمى بحلقة الطاقة الواطئة (بالإنجليزية: (LER) ‏low-energy ring)‏، فكلا الحلقتين شيدتا بجوار بعضهما البعض في نفق الذي حفر بالسابق من أجل المسارع السابق تريستان. (المسارع تريستان كاون أول موقع أثبت قطبية الفراغ حول الإلكترون.) فمحيط الحلقة الواحدة هو 3016 متر ولديها أربع اقسام مستقيمة. ولدى معجل كيك بي نقطة تقاطع واحدة في منطقة تسوكوبا حيث يقع مختبر بيللي، اما الأقسام الأخرى (وتسمى فوجي ونيكو وأوهو) فهي لا يستخدمها المختبر بنشاط حاليا.
ويقع معجل الجسيمات كيك بي في منظمة ابحاث معجلات الطاقة العالية كيك في تسوكوبا، محافظة ايباراكي، اليابان.
بما ان الطاقة للإلكترون والبوزيترون هي غير متماثلة، فإن أزواج ميزون بي تنشأ مع عامل تقوية لورينتز ل 0.425.